# Eriogonum argophyllum
Eriogonum argophyllum är en slideväxtart som beskrevs av James Lauritz Reveal. Eriogonum argophyllum ingår i släktet Eriogonum och familjen slideväxter. Inga underarter finns listade i Catalogue of Life.